# Vilamitjana del Cantó
Vilamitjana del Cantó o simplement Vilamitjana és un nucli de població del municipi de Montferrer i Castellbò, a l'Alt Urgell. Actualment forma part de l'entitat municipal descentralitzada de Vila i Vall de Castellbò, però havia estat cap del municipi independent de la Vall de Castellbò que s'uní amb el municipi de la vila de Castellbò i més tard amb Montferrer.
És el més meridional de la vall de Castellbò, a 958 metres d'altitud, i és envoltat pels antics termes d'Aravell i la Parròquia d'Hortó. Es comunica per pistes amb la carretera de Montferrer a Castellbò i amb els llogarets o veïnats de Castellnovet i Cercedol, que depenen de la seva antiga parròquia de Santa Coloma. Forma un petit nucli entorn de l'església parroquial, un edifici molt renovat i de façana estreta per dues finestres rectangulars, desproporcionades.
D'un màxim de 24 famílies i 135 habitants el 1850, ha anat disminuint, especialment els darrers anys, que ha passat de 82 habitants el 1960 i 29 el 1991. El 2019 havia incrementat a 49 habitants.